# Jürgen Graf (Journalist)
Jürgen Graf (* 29. Dezember 1927 in Berlin; † 20. Oktober 2007 ebenda) war ein deutscher Hörfunkjournalist, einer der „Reporter der ersten Stunde“ des RIAS, und Filmschauspieler der 1950er Jahre. Später agierte er auch als Fernsehmoderator bei verschiedenen ARD-Sendern.

## Leben

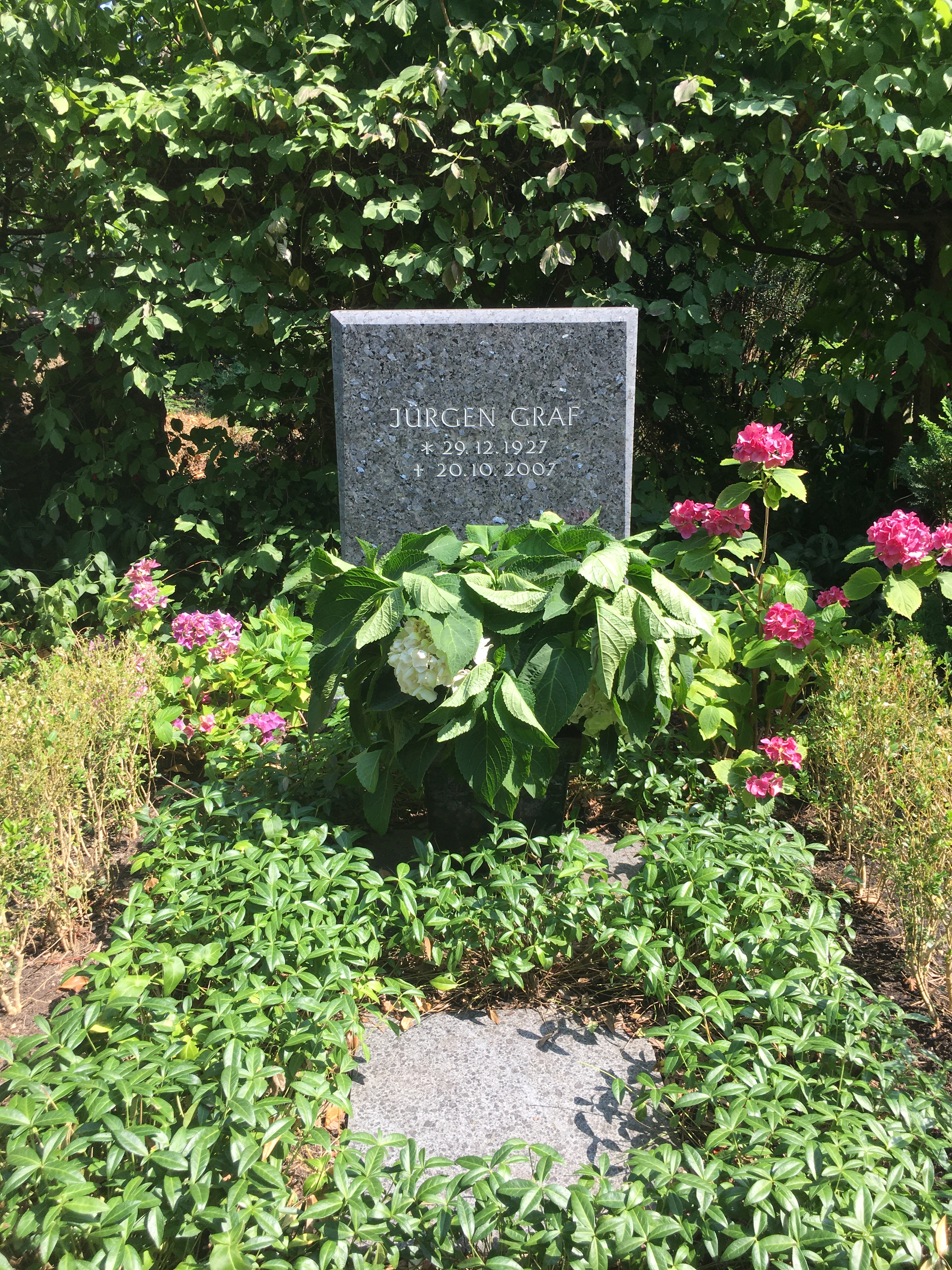
Grabstätte Jürgen Graf

Graf war Sohn eines Fabrikanten. Er wuchs in Berlin-Dahlem auf, besuchte zunächst das Berliner Heinrich-von-Kleist-Gymnasium, von 1937 bis 1939 verschiedene private Internate in der Schweiz (Davos und Arosa).
Im Zweiten Weltkrieg lebte er von 1940 bis 1943 in Schondorf am Ammersee, war dort unter anderem als Luftwaffenhelfer eingesetzt und beendete die Schule mit dem sogenannten Reifevermerk (sogenanntes Kriegsabitur).
Nach Kriegsende war Graf zunächst von Mai bis Juli 1945 Reporter beim sowjetischen Berliner Rundfunk. Ab 11. August 1945 war er bei der „US Information Control Division“ am Aufbau des zunächst DIAS, später RIAS genannten Rundfunksenders in Berlin beteiligt. Beim RIAS blieb er 37 Jahre in Folge; 1964 stieg er dort auf zum Hauptabteilungsleiter Politik und Zeitgeschehen. Er erhielt für dieses langjährige Wirken im Sender den Spitznamen „Mr. RIAS“.
Von 1949 bis 1951 studierte Graf vier Semester Germanistik und Publizistik an der FU Berlin.
Vor allem bekannt wurde er durch seine mehrstündigen Live-Reportagen über den Bau der Berliner Mauer 1961 und den Berlin-Besuch des US-Präsidenten John F. Kennedy 1963; letztere war die erste Live-Rundfunkreportage aus einem fahrenden Pkw.
Seit 1952 wirkte er auch als ständiger freier Mitarbeiter bei etwa 600 eigenen Fernsehsendungen in der ARD (NDR Hamburg, Südwestfunk Baden-Baden, Sender Freies Berlin). Hervorzuheben ist seine langjährige Moderation des Jugend-Quizformats Die sechs Siebeng’scheiten in der ARD; von 1958 bis 1979 moderierte er 260 Folgen, damals ein Rekord in Europa.
Von 1954 bis 1959 trat Graf auch sechsmal vor Kinofilmkameras und übernahm kleine bis mittelgroße Nebenrollen in Unterhaltungsproduktionen wie Auf der Reeperbahn nachts um halb eins, Die Frühreifen, Hoppla, jetzt kommt Eddie und Freddy, die Gitarre und das Meer. Dort sah man ihn an der Seite von Stars wie Hans Albers, Heinz Rühmann, Eddie Constantine und Freddy Quinn. 1962 trat er in der Helmut Käutners Fernsehrevue Annoncentheater – Ein Abendprogramm des deutschen Fernsehens im Jahre 1776 als Sprecher in Erscheinung, drei Jahre darauf inszenierte er im Auftrag des Presse- und Informationsamt des Landes Berlin den 13-minütigen Kurzdokumentarfilm Kennen Sie diese Stadt?.
Am 1. Mai 1982 ging er aus gesundheitlichen Gründen vorzeitig in Pension. Graf hatte sich Mitte der 1960er Jahre während eines Reportageaufenthaltes in Vietnam eine Virus-Hepatitis zugezogen, die sich im Laufe der Jahre so verschlimmerte, dass 1998 eine Lebertransplantation durchgeführt wurde. Anfang des ersten Jahrzehnts des 21. Jahrhunderts wurde er zudem mehrfach an den Herzkranzgefäßen operiert.
Graf gehörte dem SFB-Rundfunkrat an. Seit der Pensionierung war er Mitglied und später Vorsitzender der Stiftung „RIAS Berlin Kommission“. Er war auch Vorsitzender der internationalen Jury zur Vergabe des „RIAS Medien-Preises“.
Darüber hinaus engagierte sich Graf jahrzehntelang in Organisationen der deutsch-amerikanischen Freundschaft. Er war stellvertretender Vorsitzender des Kuratoriums der Checkpoint Charlie Stiftung, Mitglied der Kuratorien der American Academy in Berlin und des Atlantikbrücke e. V., der „Initiative Berlin–USA“, sowie der Städtepartnerschaft zwischen Berlin und Los Angeles. Auch in der „Gesellschaft der Freunde der Bundeswehr“ und im Vorstand des Fördervereins der Stadt Rheinsberg war er aktiv.
Graf war zweimal verheiratet, beide Ehen wurden jedoch wieder geschieden. Er hinterlässt zwei erwachsene Kinder, Christian und Daniela. Seine letzte Ruhestätte fand Jürgen Graf auf dem Berliner Waldfriedhof Dahlem. (Feld 001-541)

## Kinofilme
als Schauspieler (komplett)
- 1954: Auf der Reeperbahn nachts um halb eins
- 1957: Blaue Jungs
- 1957: Die Frühreifen
- 1958: Hoppla, jetzt kommt Eddie
- 1958: Der Mann, der sich verkaufte
- 1959: Freddy, die Gitarre und das Meer

## Ehrungen (Auswahl)
- Bundesverdienstkreuz 1. Klasse, 1976
- Großes Bundesverdienstkreuz
- Großes Ehrenzeichen für Verdienste um die Republik Österreich
- Meritorious Honor Award des US-Außenministeriums
- Carl-Schurz-Plakette der „State Legislative Leaders Foundation“ (SLLF; deutsch: Partnerschaft der Parlamente e. V.) für seine Aktivitäten zur deutsch-amerikanischen Freundschaft, 1996
- Fernsehpreis der deutschen Philologen
- Ehrenbürger der Stadt Rheinsberg, seit 1996
- Lifetime Achievement Award der „RIAS Berlin Kommission“, 2002
- Lucius D. Clay Medaille des „Verbandes der Deutsch-Amerikanischen Clubs – Federation of German-American Clubs e. V.“, 2005

## Einzelnachweis
1. ↑  Ein anderer Jürgen Graf, der im DDR-Film der 1970er und 1980er Jahre mehrere Rollen übernahm, ist nicht mit dem bundesdeutschen Journalisten Jürgen Graf identisch

| Personendaten    | Personendaten                            |
| ---------------- | ---------------------------------------- |
| NAME             | Graf, Jürgen                             |
| KURZBESCHREIBUNG | deutscher Hörfunk- und Fernsehjournalist |
| GEBURTSDATUM     | 29. Dezember 1927                        |
| GEBURTSORT       | Berlin                                   |
| STERBEDATUM      | 20. Oktober 2007                         |
| STERBEORT        | Berlin                                   |